# カルロス・マヌエル・ゴンサルヴェス・アロンソ
カルロス・マヌエル・ゴンサルヴェス・アロンソ（Carlos Manuel Gonçalves Alonso、1978年10月11日 - ）は、アンゴラの元サッカー選手。元アンゴラ代表。ポジションはディフェンダー。

## 来歴
2001年にアンゴラ代表デビュー。2003年以降多くの試合に出場、2006 FIFAワールドカップ・アフリカ予選でも9試合に出場、アンゴラ史上初となる2006 FIFAワールドカップ出場を決めた。2006 FIFAワールドカップではグループステージ全3試合に出場した。2011年までに通算74試合に出場した。

## 代表歴

### 出場大会
- アンゴラ代表
  - 2006 FIFAワールドカップ

### 試合数
- 国際Aマッチ 74試合 0得点（2001年-2011年）[1]

| アンゴラ代表 | 国際Aマッチ | 国際Aマッチ |
| 年           | 出場        | 得点        |
| ------------ | ----------- | ----------- |
| 2001         | 1           | 0           |
| 2002         | 0           | 0           |
| 2003         | 5           | 0           |
| 2004         | 8           | 0           |
| 2005         | 4           | 0           |
| 2006         | 10          | 0           |
| 2007         | 7           | 0           |
| 2008         | 13          | 0           |
| 2009         | 12          | 0           |
| 2010         | 11          | 0           |
| 2011         | 3           | 0           |
| 通算         | 74          | 0           |